# Kypselos (syn Ajpytosa)
Kypselos – król Arkadii, syn Ajpytosa. Postać z mitologii greckiej.

## Życie
Kypselos objął władzę nad Trapezos po swoim ojcu Ajpytosie Za jego panowania Heraklidzi po raz drugi najechali Peloponez, tym razem od strony morza. Kypselos zjednał ich sobie wydając za jednego z Heraklidów, Kresfontesa, swą córkę Merope. W ten sposób zachował władzę w Arkadii. Wychowywał potem syna Kresfontesa i Merope, nazwanego na cześć dziada Ajpytosem i pozwolił mu pomścić śmierć ojca. Według innej opowieści Heraklidzi zawładnęli polami uprawnymi na granicy Arkadii. Kiedy zjawili się u nich wysłańcy Kypselosa z darami odmówili ich przyjęcia, wyrocznia zakazała im bowiem przyjmowania jakichkolwiek darów w trakcie trwania wyprawy. Kypselos przekonał ich jednak, że zbierając płody z pola już przyjęli dary Arkadii. Czy więc tego chcą czy nie układ już został zawarty. Heraklidzi uznali swój błąd i wycofali się z Arkadii.
Kypselos założył miasto Basilis w kraju Parrazyjczyków, w Arkadii i wzniósł tam świątynię i ołtarz ku czci Demeter eleuzyńskiej. W czasie święta Demeter odbywały się tam konkursy, w których wybierano najpiękniejszą kobietę tego kraju. Jako pierwsza nagrodę zdobyła Herodike, żona Kypselosa.
Następcą Kypselosa został jego syn Holeas.

## Rodowód
Kypselos pochodził od Arkasa, syna Zeusa i Kallisto.